# Хатидзё (диалект)
Хатидзё (яп. 八丈方言) — один из диалектов японского языка или, по другой классификации, самостоятельный язык в составе японо-рюкюской языковой семьи и единственный живой потомок восточных диалектов старояпонского языка.
Хатидзё традиционно считается одним из диалектов японского языка. Большинство исследователей согласны с тем, что хатидзё происходит от восточных диалектов старояпонского языка, которые были распространены в регионе Канто. Несмотря на структурные и лексические сходства, хатидзё достаточно отличается от остальных японских диалектов. Согласно оценке Дэвида Ианнуччи (Гавайский университет в Маноа), треть базового словаря хатидзё имеет неясное происхождение, что позволяет говорить о нём как о самостоятельном языке.
В диалекте хатидзё имеются слова, заимствованные из айнского языка. Считается, что носители протохатидзё вступили в контакт с айнами после переселения на острова Идзу. Согласно другой теории, айнские слова могли быть позаимствованы ещё ранее носителями восточных диалектов старояпонского языка, от которых и происходит хатидзё. Основываясь на том, что не менее 48 заимствованных айнских слов имеются и в хатидзё, и в диалекте префектуры Канагава, исследователи предполагают, что носители хатидзё переселились оттуда на острова Идзу в конце XII века.
Диалект хатидзё распространён на островах Хатидзё и Аогасима, относящихся к островам Идзу, а также на островах Дайто к юго-востоку от Окинавы, на которые переселились выходцы с острова Хатидзё в конце XIX века для работы на плантациях сахарного тростника. Ранее на диалекте хатидзё говорили и на острове Хатидзё-кодзима, который сейчас является необитаемым (жители покинули остров в 1969 году). Предположительно, количество носителей диалекта хатидзё никогда не превышало 10 тыс. человек. Всего насчитывается восемь диалектов хатидзё: диалекты мицунэ, окаго, каситатэ, наканого и суэёси на острове Хатидзё, диалект Аогасимы, и диалекты уцуки и ториути, возникшие на острове Хатидзё-кодзима.
Остров Хатидзё расположен в 287 км к югу от Токио. Хотя он и причисляется к архипелагу Идзу, Хатидзё отделён от остальных островов этой цепи течением Куросио. Из-за этого фактора остров исторически был изолированным от остальной Японии. Археологические исследования показывают, что остров был населён на протяжении нескольких тысяч лет, по крайней мере с эпохи неолита (культура Дзёмон).
Как и множество других языков с малым количеством носителей, хатидзё является бесписьменным. Для записи используется либо катакана, либо латинские буквы.